# Hemibryomima chryselectra
Hemibryomima chryselectra là một loài bướm đêm trong họ Noctuidae.